# NGC 3956
NGC 3956 est une galaxie spirale barrée située dans la constellation de la Coupe. NGC 3956 a été découverte par l'astronome germano-britannique William Herschel en 1785.

## Caractéristiques
La classe de luminosité de NGC 3956 est III et elle présente une large raie HI. Elle renferme également des régions d'hydrogène ionisé.

### Distance
Sa vitesse par rapport au fond diffus cosmologique est de 2 008 ± 25 km/s, ce qui correspond à une distance de Hubble de 29,62 ± 2,11 Mpc (∼96,6 millions d'al).
À ce jour, 29 mesures non basées sur le décalage vers le rouge (redshift) donnent une distance de 22,993 ± 6,644 Mpc (∼75 millions d'al), ce qui est à l'intérieur des valeurs de la distance de Hubble. Puisque cette galaxie est relativement rapprochée du Groupe local, il est probable que cette valeur soit plus près de la distance réelle de NGC 3956. Notons que c'est avec la valeur moyenne des mesures indépendantes, lorsqu'elles existent, que la base de données NASA/IPAC calcule le diamètre d'une galaxie.

## Groupe de NGC 4038
Selon A.M. Garcia, la galaxie NGC 3956 fait partie d'un groupe de galaxies qui compte au moins 27 membres, le groupe de NGC 4038. Les autres membres du New General Catalogue du groupe sont NGC 3955, NGC 3957, NGC 3981, NGC 4024, NGC 4027, NGC 4033, NGC 4035, les galaxies des Antennes (NGC 4038 et NGC 4039) ainsi que NGC 4050.
Le groupe de NGC 4038 fait partie du superamas de la Vierge aussi appelé le Superamas local,.